# Székely Egyetemista és Főiskolai Hallgatók Egyesülete
A Székely Egyetemista és Főiskolai Hallgatók Egyesülete (rövidítve SZEFHE) az erdélyi fiatalok egy csoportja által 1920-ban létrehozott önsegélyező szervezet.

## Története és tevékenysége
A háború borzalmait végigélt fiatalok, akik közül többen személyes élményként tapasztalták meg a nagyhatalmak politikáját, és tudták, miért következett be az „összeomlás” a harctéren és otthon egyaránt, és akiket fogságból, kórházból, háborúból hazatérve szülőföldjükön üldöztek, megaláztak, menekülésre késztettek. Erdélyben 1920. szeptemberétől a teológiákon kívül egyetlen magyar nyelvű felsőoktatási intézmény sem működhetett, így azok a magyar anyanyelvű fiatalok, akik nem tudtak jól románul, de diplomát akartak szerezni, külföldre kényszerültek, el kellett hagyniuk szülőföldjüket. Nem rendelkezik az egyesület semmiféle összeírással, de még becsléssel sem, arra vonatkozóan, hogy hány diák vagy tanulni vágyó fiatal, ifjú értelmiségi hagyta el hazáját a trianoni békeszerződés miatt.

## Az egyesület céljai
A SZEFHE az otthontalan székely a fiatalokból verbuválódott az összetartozás-tudat és a szülőföld szeretet ápolására, a jogosnak tartott határ-revízió hangoztatásával, az igazságtalannak mondott békeszerződés ismeretében, a jövőbe vetett hit reményében. Csanády György két évtized múltán így vallott: „1920-21-ben öten építettük a Székely Egyetemista és Főiskolai Hallgatók Egyesületét, ami akkori hontalanságunkban hazánk, szegénységünkben otthonunk, árvaságban anyánk, világból kiesettségünkben egész világunk volt.”

## Az egyesület keletkezése
A költő Csanády György 1941-es visszaemlékezése szerint „öt hontalan álmodta meg” azt az egyesületet, amely formálisan 1920-ban jött létre és 1939. március 26-án társult az Erdélyi Szövetséghez, de 1945-ben még önálló kiadványokkal, rendezvényekkel részese volt a közéletnek. Létezésének egyik bizonyítéka, hogy 1946-ban tiltakozik a székház bezárása ellen. A szervezet életrehívója Csanády György 25 éven át irányította és összefogta a sokszínű egyesület munkáját.
A SZEFHE bemutatkozása 1922-ben az egyesület által fenntartott Új Élet című újságban olvasható. Az alapelveket Incze Antal fogalmazta meg tekintettel a nemzetiségi, közösségi és "áldozati" (pénzügyi) feladatokra. János Áron közgazdász vállalt felelősséget az anyagi lét megteremtéséért, Kolosváry-Borcsa Mihály akkor még katonaként "politikamentes nemzetvédelem" eszme kidolgozására vállalkozott, Zakariás Gergely Sándor, a művelődésügy szakértője a művészet ápolásáért volt felelős. Előzménynek tartották a hivatalos keretet nem öltött, Bándy Árpád, Antal Dezső, Farkas Imre, Zakariás Árpád és János Áron által 1918/1919-es tanévben kitervelt diákszövetséget. A felsorolt személyek közül többen a két világháború közti évek közügyeiben jelentős szerepet vállaltak.
A nyilvános bemutatkozás egyik emlékezetes alkalma 1922. március 26-án volt a Budai Vigadóban (ma Corvin tér 8.), ahol védnökséget vállalt Horthy Miklós, Bethlen István és Teleki Pál. Ezt megelőzően a március 15-dikei megemlékezésen az Ébredő Magyarok Szervezetével együtt ötvenezer embert megmozgató ünnepség szervezésében vállalt feladatot.

## Tevékenysége
A SZEFHE tevékenysége széles körű volt, de leginkább a kulturális eseményekre vonatkozó információk maradtak fenn, amelyekről az Új Élet rovata, a "Szefhe Hírek" tanúskodik. Közvetett írások szólnak az egyesület segítő tevékenységéről, például az érettségi előtt álló hontalan fiatalok elszállásolását kollégiumok létesítésével oldották meg. Egy-egy ilyen lakóhely kialakítása, felavatása a szervezet keretein túlmutató esemény volt, amelyet Bethlen István, Teleki Pál személyes jelenléte is mutat. 1922-től Szegeden a SZEFHE működtette a Bethlen István fiúkollégiumot, amelynek felavatását maga a miniszterelnök, Bethlen István megtisztelte. Az egyetemisták számára szálláshelyet kerestek, a szülőföldről kitiltottaknak az útlevelek megszerzésében hivatalosan jártak el, tankönyvek vásárlását az ajándékozóknak adott tanácsokkal igyekeztek könnyíteni, a betegeknek orvosi felügyeletet, ellátást szerveztek, a szünidőben nyári munkát ajánlottak és más egyéb módon karolták fel az idegenbe került, családi háttér nélkül maradt fiatalokat. Ezekről a látszólag apró, de az emberek életét alapvetően meghatározó eseményekről kis hírek tanúskodnak az Új Életben.
Az egyházaktól, társadalmi szervezetektől független egyesület eredményeiről adott áttekintést húsz év távlatából Csanády György A májusi nagyáldozat című könyvben. Ez a mű valójában egy rituális forgatókönyv a két évtizeddel korábban kitervelt egyesületi ceremónia lebonyolításához. A címlapon 1921-es évszám olvasható, és valóban az eredeti alkotást tette közzé kiegészítve a bevezetővel és krónikás adatokkal. A záró fejezet kronológiai rendben ad hírt a "nagyáldozatokról". A mai tudásunk szerint a SZEFHE tevékenységéről ez a kiadvány ad legsokoldalúbb tájékoztatást, amit az újságok híradásaival, visszaemlékezések felhasználásával egészítettünk ki.
Nem kétséges, hogy a SZEFHE létrejötte az első világháborút lezáró Párizs környéki békeszerződéssel, pontosabban a trianoni döntéssel szorosan összefügg. Magyarországról leválasztott területeken a magyar nyelvű állami felsőoktatási intézmények megszüntetése a diákok és a tanárok között méltánytalanságot, általános mozgalmat váltott ki. A revízió nyílt felvállalására vall, hogy a háborús eseményeket, a békeszerződést történészek, politikusok, katonák szakmai szempontok szerint interpretálták. Bár a székely egyetemistákat és főiskolásokat tömörítő egyesültet 1921-ben jött létre, már egy éven belül 12 nagy csoportot, "nemzetséget" hozott létre, ami kibővült a délvidéki és felvidéki diákok csoportjaival. A központ Szegeden volt, nem véletlenül, hiszen a trianoni békeszerződés értelmében megszüntetett kolozsvári Ferenc József Tudományegyetem tanári karának, diákjainak egy része Szegedre települt. A székhelye ennek ellenére Budapesten működött a Deák tér 2. sz. alatt. Az egyesület legfelsőbb szerve a Nemzetségfők Tanácsa volt. Első ülésre 1921. április 29-én került sor. Vidéken alszervezetek tevékenykedtek, elsősorban egyetemi városokban: Debrecenben, Szegeden, Keszthelyen, Mosonmagyaróváron. Az alábbi területi szervekről vannak adatok:
- 1921 októberében jött létre a Szegedi SZEFHE (Incze Antal vezetésével)
- 1922. februárjában alakult a Soproni SZEFHE (Mildschütz Gyula vezetésével)
- 1922. májusában alakult a Debreceni SZEFHE (R. Sánta István irányításával)
- 1922. szeptemberében alakult a Keszthelyi SZEFHE (Radnóti István vezetésével)
- 1922. októberében alakult a Pécsi SZEFHE (Gelei Kálmán vezetésével)
- 1923. áprilisában alakult meg a magyaróvári SZEFHE (vezetőjét nem ismerjük)

Az országhatár túlsó oldaláról érkező egyetemisták és főiskolások szervezeti összefogására szintén a SZEFHE vállalkozott. Így 1922-23-ban létrejött a SZEFHE Területi Szövetsége, ami három egységet tömörített: Délvidéki EFHE, Felvidéki EFHE és a Vidéki SZEFHE. A „Szefhék Országos Szövetsége” először 1922. december 8-án ülésezett Budapesten.
Azok a fiatalok, akik a kolozsvári egyetem megszüntetésére vonatkozó döntés ellen írásos tiltakozást nyújtottak be és aláírásukkal igazolták szembenállásukat, Romániában nemkívánatos személyek lettek. Hazatérésüket nemcsak az okmányok hiánya, hanem a kitiltás is nehezítette. A szülőföldről eljött, kitiltott egyetemisták számára nemcsak összetartozás-tudatot, a hazához való hűséget jelentette az egyesületi tagság, a rendezvényeken való részvétel, hanem segítséget a mindennapi ügyek intézésében. Az egyesület vezetői sokféle programmal, személyes odafigyeléssel, részben anyagi támogatás megszervezésével álltak a sokféle problémával küszködő fiatalok mellé. A szülőföldtől való elszakadás, a családi háttér hiánya, a kapcsolatrendszer nélkülözése miatt a civil szervezet eme formája programokon túlnövő jelentőségű volt.
A SZEFHE gazdasági, jóléti, nemzetvédelmi és kultúrpropaganda osztályának vezetője Szász Béla volt, aki 1922. áprilisában kezdte ilyen irányú tevékenységét és 1922. október 25-én nyújtotta be tervezetét a Tanácsnak. A szervezeti, gazdálkodási feltételek rendezésének egyik következményeként 1922-23-ban Baránszky László megszervezte a SZEFHE gazdasági osztályát egy cipőkészítő és bőrdíszmű üzem támogatásával. A külügyi osztály irányítását 1926-tól Tamás András vezette, amire a bonyolult határátlépési előírások, tiltások miatt volt szükség. Volt segélyezési csoportjuk, amelyet a Sicula gazdasági és kereskedelmi Rt. jótékonyságával lehetett működtetni.
A SZEFHE a rövid kezdeti időszaktól eltekintve 12 "nemzetségből" állt. A nemzetség szót tudatosan használták, de jelentése szélesebb, mint ahogyan a szakirodalom ismeri. Lényegében az erdélyi székek, megyék nevéhez kapcsolódva a történeti-területi tagolódásra épült, figyelemmel mely vidékekről kerültek át nagyobb számban egyetemisták, főiskolások, útkereső fiatalok. Így volt Aranyossszéki, Barcasági, Bihari, Csíki, Háromszéki, Kolozsvári, Küküllő-menti, Olt-menti, Marosszéki, Szatmári, Szilágysági, Udvarhelyi nemzetség, amelynek megalakulási idejét, szervezőjét feljegyezte a krónikás. Eszerint a barcasági csoport alakult legelőbb, amit a SZEFHE elődeként tartottak számon, és 1918 szeptembere óta létezett Antal Dezső irányításával. 1921-ben mind a 12 nemzetség megalakította a maga önálló szervezetét, élén nemzetségfőkkel, akik együttesen alkották a Főtanácsot.
Aranyosszék nemzetség 1921. IV. 23. Incze Antal nemzetségfő
Barcaság nemzetség 1918. IX. 10. (?) Antal Dezső nemzetségfő
Bihar nemzetség 1921. IV. 19. Hargittay János nemzetségfő
Csíki nemzetség 1921. IV. 11. Gegesi Kiss Péter nemzetségfő
Enyed – Küküllő nemzetség 1921. IV. 26. Varga Péter nemzetségfő
Háromszék nemzetség 1921. IV. 10. Vajna Béla nemzetségfő
Hunyad – Olt nemzetség 1921. IV. 21. Mózes Sándor nemzetségfő
Kolozsvár nemzetség 1921. IV. 23. Incze Antal nemzetségfő
Marosszék nemzetség 1921. IV. 23. Radó Gergely nemzetségfő
Szatmár nemzetség 1921. X. 2. Mészáros László nemzetségfő
Szilágyság nemzetség 1921. IV. 11. Újfalvy Ernő nemzetségfő
Udvarhely nemzetség 1921. V. 25. Fazekas János nemzetségfő
Az egyesület szerveződéséről, eredményeiről, a programokról és a feladatokról a „Szefhe Hírek” tájékoztattak. Az értesítőt Puskás István állította össze, aki egyben a Collegium Transylvanicum ügyeit intézte, míg a technikai, művészi kivitelezés Haász Sándor érdeme volt. A SZEFHE kebelén belül működött 1923-tól az EFE, az Erdélyi Férfiak Egyesülete, illetve a Erdélyi Nők Egyesülete, 1925-től az idősebbek számára alakult az Öreg Lófők Testülete szintén nemzetségi rend szerint, ami a családok származási helyével függött össze. A SZEFHE 12 nemzetsége minden évben csak egyszer találkozott „a májusi nagyáldozaton”, aminek időpontját, helyét közzétették az újságban, személyes kapcsolaton túl így hívták a tagokat, érdeklődőket. A rangmegjelölést illetően a székelyek körében ismert fogalmakat éltették tovább függetlenül attól, hogy a tagok valaha székelyek lettek volna. Az erdélyi magyarok ebben a szervezetben mindnyájan székelyek lettek. A legrangosabb vezető volt a rabonbán, a nemzetségfők a lófők köréből kerültek ki, akik közül az öreg lófő külön megtiszteltetést érdemelt. A közszékelyek közül kiemelkedtek a góbék, öreg góbék. A társadalmi tagolódást a Csíki székely krónika szellemében éltették, amiről Kőváry László, Székely Károly és nyomukban Orbán Balázs szólt.
Az egyesület gazdag programjáról a SZEFHE hetenként, kéthetenként megjelenő újsága az Új Élet adott hírt. Ebből követni lehet azt az eseménysort, ami a szervezet külső mozgásterét jelentette. Elsősorban tudománynépszerűsítő előadás, politikai tájékoztatás, művészeti est, irodalmi műsor került a programba. Az Új Élet budapesti illetőségű szerkesztősége ellenére az előadások jelentős részét Szegeden tartották és az ott élő jeles közéleti személyek gondolatait lehetett meghallgatni. A néprajzkutatóknak nem lehet közömbös, hogy a székely népballadákról Juhász Gyula költő egész estét betöltő előadást tartott, amit rövidítve az Új Élet közölt. Horger Antal a csángó és székely dialektusokról beszélt, Györffy István az alföldi településekről adott áttekintést. Az írók között jelentős számban voltak erdélyi (partiumi) származásúak: Áprily Lajos, Erdélyi József, Kós Károly, Nyirő József, Reményik Sándor, Szabó Dezső, Tompa László és maga a szerkesztő Csanády György, aki rendszeres verses rovattal szerepelt, de a kevéssé ismert prózai művei is itt jelentek meg.
1921. augusztusa és októbere között a SZEFHE több tagja, a Mikó zászlóalj keretében részt vett a nyugat magyarországi „felkelés”-ben. A Mikó zászlóalj 800 fős volt, és katonai szolgálatra vállalkozott, célja Magyarország integritásának megvédése volt. 1921. augusztus 23-án alakult meg Kolosváry-Borcsa Mihály és Incze Antal vezetésével a SZEFHE szervezeteként. Arról is szól a híradás, hogy 1921. szeptemberében Éder Gyula, a zászlóalj katonája Budaörsön megsebesült, de a Mikes zászlóalj szerepléséről ezen esemény után nincs hír, csak "katona-politikától mentes" tevékenységet említenek a források.
A rendelkezésre álló adatok szerint a kulturális rendezvények álltak az előtérben. Az irodalmi, művelődéstörténeti esteken szerepet kapott a néptánc. Megalakult a Csűrdöngölő táncegyüttes, akik 1925 után gyakori szereplői a SZEFHE programoknak. A csűrdöngölő csoport vezetője 1934 januárjától Móricz László és Dabóczy Mihály marosszéki nemzetségből valók voltak. Az irodalmi estek gyakoriságáról nincs képünk. Előfordult, hogy hetente több találkozót szerveztek, máskor hónapok múlnak el híradás nélkül.
Csanády György 1928-tól rádiós műsorok szerkesztője lett, először az erdélyi estek sorozattal tűnt fel 1932-ben. A rádió 70 évvel ezelőtti szerepét ma nehéz megérteni. Akkor társadalmi esemény volt a rádió műsora, és egy-egy összeállítás széles körökhöz eljutott, visszhangja jelentős volt. E programok hatására a SZEFHE iránti érdeklődés is megnőtt. 1925-ben a Liszt Ferenc téren létrehozták a Székely Kultúrházat, amelyet később Székely háznak hívtak és elsősorban a népi díszítőművészet tárgyait mutatták be. Az ott készített hímzések és faragványok az együttes munka során a baráti kapcsolatok alakulásában játszottak szerepet. A Székely ház helyet adott az irodalmi rendezvényeknek, amelyre korábban a Szentkirály utcai Tanítók Házának nagytermét vették igénybe.
1923-tól jelentek meg a SZEFHE könyvek. Kezdetben a könyvkiadás nagy anyagi terhet jelentett, a szerzők és barátaik adták össze a nyomdai költségeket. Később – társulva a Révai Kiadóval – mind több kötetet adtak ki. Két jelentős sorozattal lépett az olvasók elé, amely közül az egyik a magyar, a másik a világirodalom alkotásait vitték az olvasni vágyók elé. 
SZEFHE könyvek: Komáromi János: Régi világ, Kemény János: Itéletidő a havasokban, Wass Albert: Farkasverem, Tamási Áron: Ábel a rengetegben 
Az eltelt két évtized alatt a SZEFHE tagok száma, a rokonszenvezők, barátok köre megnőtt, jelentősége kiteljesedett, amit a második bécsi döntést követően lehetett tapasztalni.

## A májusi nagyáldozat
Az "áldozat" a Székely Krónika szerint "a nagyobb dolgokról szóló tanácskozás" alkalma volt.[24] A májusi nagyáldozat ebben a szellemben a SZEFHE tagok évenkénti nevezetes eseménye volt, egy rituális keretbe öntött ünnep, ahol a szervezet működéséről számot adtak, szóltak az oktatással, művészetekkel, pénzügyekkel, külföldi kapcsolatokkal foglalkozó részlegek eredményeiről. A találkozáshoz egy szép, emlékezésre méltó színpadszerű rendet, saját szóhasználatukban "misztériumjátékot" alkotott Csanády György, amelynek szöveghű megvalósítására sohasem került sor. A ceremóniát kiegészítő zenét Mihalik Kálmán szerezte. Az évenkénti beszámolást maguk nyelvén számadásnak nevezték. A rítushoz hozzátartozott a hun-magyar-székely rokonság eszméjének hirdetése, a Hadúr előtti tisztelgés, a Nap, a Tűz, a (szülő)Föld előtti tiszteletadás. Ennek jegyében zajlott a „lustrum”, vagyis az elnök által összegyűjtött adatok felsorolása, amit „fegyvergyakorlat”-nak, más néven „a lélek próbájá”-nak is mondtak, hiszen a sikertelenségeket éppen úgy elmondták, mint az eredményeket, mind-mind "a lélek megerősítésére." A rendezvényeken húsz éven át elsősorban a SZEFHE tagok vettek részt, vagyis elvileg zártkörűek voltak. A második bécsi döntés után, amikor Felvidék után Erdély egyes részeit Magyarországhoz csatolták, minden érdeklődő számára nyilvánossá lettek a találkozók és a szerző az 1921-ben leírt forgatókönyvet maga adta ki eredeti formában.
A találkozók ünnepélyességét emelte a látványosság és a gondosan kitervelt, szakralizációt képviselő szimbólumrendszer. Volt saját zászlójuk, ruhájuk, matrikulumuk stb. A zászló fehér abaposztóból készült, amire kékkel és arannyal írták az egyesület nevét, címerét. Az alapító 12 nemzetség szalagát a zászlórúdra kötötték. A címerük, jelvényük: kék mezőben véres kard, amelynek bagoly a markolata; jobb válla felett hold, bal fölött nap. Ezt Kákai Szabó György tervezte. A megjelenteken székely ruha vagy legalább ahhoz tartozó jelkép (szalag, bot) volt. A matrikulumból olvasta fel az elnök a fontosabb eseményeket megemlékezve az eltávozottakról, köszöntve az újszülötteket, bejelentve a közösséget érintő eseményeket. Pl.: "1941. IV. 3. Ezen a napon halt meg széki gróf Teleki Pál az EFE örökös elnöke a SZEFHE rabonbánja, a székelység és magyarság vezetője és tanítója, az erdélyi részek és Székelyföld felszabadítója az Úrnak tudhatatlan de mindentudó akaratából, hogy életének példája és életének áldozata népünk s hazánk megmaradásának váltsága legyen."
Az eredeti elképzelés szerint bonyolult rituális ünneplés volt a májusi nagyáldozat, amelyet naplementekor a tizenkét nemzetségbeli "széktartók", "pohárnokok", "kincstartók" a főceremóniás vezetésével bonyolítanak. A bevonulás, helyfoglalás után hangzott fel a bevezető ének, majd a székelyek régi történetét Attilára emlékezve elevenítették fel. Ezt követte "a székelyek új-története", a tizenkét nemzetség aktuális eredményeinek felsorolása. Minden egyes nemzetség fogadalmat tett és esküvel erősítette meg a szülőföldhöz kötődést. A beszámolókat újabb énekek követték. A visszaemlékezés, a találkozás, a hazához való hűség megvallása látványos formát öltött, és így érthető, hogy a májusi nagyáldozatra készülés minden év legfontosabb eseménye lett a sok apró, aktuális tevékenység mellett.
A rítusnak határozott célja volt az „ősi” magyarságtudat ápolása. Ezt szolgálta a Székely himnusz is, amelynek szövege a hun-magyar mondára utal, Csaba királyhoz, a visszatérő hőshöz fordul a nép felemelkedése érdekében. A nehéz sors, a bajokkal terhes jelen és a jobb jövőért szóló fohász későbbi időben a SZEFHE-től független körökben informálisan az ősi magyarságtudat, Erdélyhez tartozás jelképe lett.
Csanády György két évtizedre visszatekintve 22 találkozót tartott számon. Volt amikor egy évben több városban is volt „nagyáldozat”, de nem minden évben került megrendezésre, részint a rossz időjárást, részint a történelmi események okozta gondok miatt.
Rendezvények rendje:
1. 1922. V. 20. Aquincum elnök Csanády György
2. 1923. V. 10. Szeged elnök Gidófalvy Pál
3. 1923. V. 25. Pécs elnök Asztalos Miklós
4. 1923. VI. 3. Zugliget elnök Szász Béla
5. 1924. V. 24. Zugliget elnök Gombás Tibor
6. 1925. V. 17. Debrecen elnök Jankó András
7. 1925. V. 17. Zugliget elnök Radnóti István
8. 1926. V. 13. Szeged elnök Gálffy Imre
9. 1926. V. 16. Zugliget elnök Dániel Áron
10. 1927. V. 26. Zugliget elnök Nagy Béla
11. 1928. V. 17. Zugliget elnök Balázs Dániel
12. 1929. VI. 1. Zugliget elnök Csintalan József
13. 1930. V. 31. Zugliget elnök Vernes Gyula (!)
14. 1931. VI. 6. Zugliget elnök vitéz Balázs Dániel
15. 1932. VI. 4. Zugliget elnök Mester Miklós
16. 1933. VI. 3. Zugliget elnök Végh György
17. 1934. V. 6. Uránia Színház elnök Móricz László
18. 1935. VI. 20. Horány elnök Antal István
1936-ban elmaradt a rossz idő miatt
19. 1937. VI. 5. Zugliget elnök Szabó Dénes
20. 1938. VI. 18. Zugliget elnök Szabó Dénes
1939-ben elmaradt a történelmi idők zavarai miatt (elnök Holló Ferenc)
21. 1940. VI. 1. Zugliget elnök Bíró István
22. 1941. V. 22. Zugliget elnök Csanády György
A májusi nagyáldozat egy fiktív ősi székely egység létezéséből indult ki feltételezve azt a történelmet, amelyről egyes folklór adatok és a Székely Krónika szólt. Az összetartozás-tudat ebben a hitben rejlett, ehhez alakították rítusaikat. A tisztelet a Hadúrnak szólt és a székelységben akkor még ismert társadalmi rendet elevenítette fel. A „Nemes Székely Nemzetnek Constitutiója" száz év alatt nem merült feledésbe, és tudták, hogy ők onnan jöttek, "hol hajdan hős Attila tanyázott s ítéletszót mondtak tisztes rabonbánok". Legenda övezte a Székely Krónikát, ahol a lófőket, a székelység vezetőit megbecsülték és a rabonbán szava szent volt.
A rendezvény színhelye az eredeti elképzelések szerint csak a szabad ég alatt történhetett, erdőben, hegyoldalon, amely alkalmas a csoportok elhelyezésére, a tűzgyújtásra. a tervezett látvány kivitelezéséhez. A tűzgyújtás lényeges eleme volt a szabadtéri találkozásoknak. Csanády azt írta: "A tűz a rítusnak és a kellemes együttlétnek fontos része." A felsorolt listából azonban kiderül, hogy nem volt erre mindig alkalom, lehetőség, és a könyvben megfogalmazott ritualizált találkozó minden alkalommal másképp alakult. A külsőség, a rituális mozgás, a zászló behozatal látványossága, hasonlított más országos vagy egyházi ünnepséghez.
A kimondott, a megfogalmazott cél az erdélyi magyarság összetartozás tudatának ébrentartása, megerősítése volt. Ezért ismételték el minden évben a hun-magyar eredetmondát a székelység ősiségét bizonyítva, és ezért tekintették át név szerint az eltávozottak és újszülöttek sorát, az adott év nevezetességeit. Nincs egyetlen hiteles beszámoló az ünnepről, nem tudjuk, hogyan zajlott le valóban a nagyáldozat, de a tervezett misztériumjáték és a megvalósulásról szóló rövid beszámolók közti különbség érezteti az eltérést.

## Az egyesület megszüntetése
A szervezeti szabályzatuk nem ismert, és mivel a működési dokumentumok zöme elveszett, működésükről adott kép nem lehet teljes. A társadalmi szervezeteket 1948-ban országszerte megszüntették. A SZEFHE-vel kapcsolatos dokumentumokat a határ-revízióra vonatkozó kijelentései miatt, az irredenta eszmék terjesztése miatt szigorúan titkos anyagként kezelték, sok esetben megsemmisítették.

## Az új SZEFHE
A SZEFHE 2004-ben alakult újjá. Követi a régi SZEFHE hagyományait, de a globális világban kezdőbetűi most a SZellemi és Erkölcsi Forradalom HadEreje nevet jelölik. Tagjainak álláspontja: a világ legnagyobb baja az erkölcsi válság és a kilábalás útja az alapvető erkölcsi értékek helyreállítása. Az új SZEFHE teljesen politikamentes, nyitott. Bárki tagja lehet, aki meg akarja vívni erkölcsi harcát önmagával, hogy így egy jobb világ jöhessen létre.
Az új SZEFHE több nyelven közöl cikkeket, e-iskolát és vállalkozásokat működtet.
Egyik fő célja rendtartó közösségek létrehozása, a székely rendtartás átültetésével modern korunkba.

## Külső hivatkozások
- SZEFHE iskola Lófő Iskola
- SZEFHE
- Székely Rágalmazásellenes Liga Archiválva 2018. augusztus 9-i dátummal a Wayback Machine-ben